# Promozione Marche 1989-1990
Nella stagione 1989-1990 la Promozione era sesto livello del calcio italiano (il massimo livello regionale). Qui vi sono le statistiche relative al campionato in Marche.
Il campionato è strutturato in vari gironi all'italiana su base regionale, gestiti dai Comitati Regionali di competenza. Promozioni alla categoria superiore e retrocessioni in quella inferiore non erano sempre omogenee; erano quantificate all'inizio del campionato dal Comitato Regionale secondo le direttive stabilite dalla Lega Nazionale Dilettanti, ma flessibili, in relazione al numero delle società retrocesse dal Campionato Interregionale e perciò, a seconda delle varie situazioni regionali, la fine del campionato poteva avere degli spareggi sia di promozione che di retrocessione.

## Girone A

### Classifica finale
|  | Pos. | Squadra                               | Pt | G  | V  | N  | P  | GF | GS | DR  |
|  | ---- | ------------------------------------- | -- | -- | -- | -- | -- | -- | -- | --- |
|  | 1.   | S.S. Cerreto, Cerreto d'Esi           | 43 | 30 | 15 | 13 | 2  | 38 | 13 | +25 |
|  | 2.   | S.S. Biagio Nazzaro, Chiaravalle      | 42 | 30 | 16 | 10 | 4  | 29 | 11 | +18 |
|  | 3.   | U.S. Vigor Senigallia, Senigallia     | 36 | 30 | 14 | 8  | 8  | 37 | 27 | +10 |
|  | 4.   | Pol. Lunano, Lunano                   | 35 | 30 | 13 | 9  | 8  | 39 | 30 | +9  |
|  | 5.   | U.S. Osimana, Osimo                   | 34 | 30 | 14 | 6  | 10 | 31 | 21 | +10 |
|  | 6.   | U.S. Fermignanese, Fermignano         | 31 | 30 | 8  | 15 | 7  | 20 | 20 | 0   |
|  | 7.   | U.S. Fabrianese, Fabriano             | 30 | 30 | 10 | 10 | 10 | 33 | 28 | +5  |
|  | 8.   | S.S. Ostra, Ostra                     | 28 | 30 | 7  | 14 | 9  | 17 | 22 | -5  |
|  | 9.   | U.S. Pergolese, Pergola               | 28 | 30 | 8  | 12 | 10 | 29 | 35 | -6  |
|  | 10.  | S.S. Real Montecchio, Montecchio      | 27 | 30 | 7  | 13 | 10 | 20 | 21 | -1  |
|  | 11.  | U.S. Cantianese, Cantiano             | 27 | 30 | 8  | 11 | 11 | 24 | 30 | -6  |
|  | 12.  | U.S. Calcinelli, Saltara              | 26 | 30 | 8  | 10 | 12 | 23 | 30 | -7  |
|  | 13.  | S.S. Collemar, Collemarino di Ancona  | 26 | 30 | 8  | 10 | 12 | 20 | 32 | -12 |
|  | 14.  | S.S. Olimpia, Ostra Vetere            | 25 | 30 | 8  | 9  | 13 | 24 | 33 | -9  |
|  | 15.  | S.S. Labor Collina, Santa Maria Nuova | 24 | 30 | 7  | 10 | 13 | 23 | 32 | -9  |
|  | 16.  | Aurora Calcio Latini, Jesi            | 18 | 30 | 4  | 10 | 16 | 19 | 41 | -22 |

## Girone B

### Classifica finale
|  | Pos. | Squadra                                        | Pt | G  | V  | N  | P  | GF | GS | DR  |
|  | ---- | ---------------------------------------------- | -- | -- | -- | -- | -- | -- | -- | --- |
|  | 1.   | U.S. Recanatese, Recanati                      | 43 | 30 | 15 | 13 | 2  | 39 | 12 | +27 |
|  | 2.   | Pol. E.Niccolai Corridonia, Corridonia         | 40 | 30 | 14 | 12 | 4  | 34 | 17 | +17 |
|  | 3.   | A.C. Sangiustese, Monte San Giusto             | 37 | 30 | 14 | 9  | 7  | 35 | 22 | +13 |
|  | 4.   | Carassai Calcio, Carassai                      | 33 | 30 | 11 | 11 | 8  | 23 | 22 | +1  |
|  | 5.   | A.S. Cingolana, Cingoli                        | 31 | 30 | 11 | 9  | 10 | 31 | 23 | +8  |
|  | 6.   | P.G.S. Vigor S. Maria Apparente, Civitanova M. | 29 | 30 | 7  | 15 | 8  | 25 | 27 | -2  |
|  | 7.   | U.S. Filottranese, Filottrano                  | 29 | 30 | 9  | 11 | 10 | 21 | 29 | -8  |
|  | 8.   | U.S. Folgore Castelraimondo, Castelraimondo    | 28 | 30 | 6  | 16 | 8  | 28 | 29 | -1  |
|  | 9.   | A.S. Porto Sant'Elpidio, Porto S.Elpidio       | 28 | 30 | 8  | 12 | 10 | 26 | 31 | -5  |
|  | 10.  | S.S. Potenza Picena, Potenza Picena            | 27 | 30 | 6  | 15 | 9  | 20 | 25 | -5  |
|  | 11.  | U.S. Morrovalle, Morrovalle                    | 27 | 30 | 7  | 13 | 10 | 18 | 25 | -7  |
|  | 12.  | U.S. Trodica, Morrovalle Scalo                 | 26 | 30 | 5  | 16 | 9  | 15 | 20 | -5  |
|  | 13.  | Pol. Grottese, Grottazzolina                   | 26 | 30 | 7  | 12 | 11 | 20 | 26 | -6  |
|  | 14.  | A.S. Capodarchese, Capodarco di Fermo          | 26 | 30 | 7  | 12 | 11 | 23 | 32 | -9  |
|  | 15.  | S.S. Settempeda, S.Severino Marche             | 26 | 30 | 6  | 14 | 10 | 15 | 22 | -7  |
|  | 16.  | G.S. Castelfidardo, Castelfidardo              | 24 | 30 | 4  | 16 | 10 | 20 | 31 | -11 |